# Antonio Bianchi
Antonio Bianchi (Roma, 4 novembre 1906 – ...) è stato un calciatore italiano, di ruolo attaccante.

## Carriera

### Giocatore

#### Club
Bianchi disputa con la Fortitudo 40 gare con 13 gol nei campionati di Prima Divisione 1922-1923, Prima Divisione 1923-1924, Prima Divisione 1924-1925 e Divisione Nazionale 1926-1927.
Passato nella rosa della neonata Roma, non riesce però ad esordire in massima serie con i giallorossi, però disputa e vince la Coppa CONI del 1928.
Gioca poi nell'Ascolana, nel Foligno e nella Viterbese fino al 1934.

## Statistiche

### Presenze e reti nei club
Statistiche aggiornate al 23 ottobre 2015.
| Stagione         | Squadra          | Campionato       | Campionato | Campionato | Coppe nazionali | Coppe nazionali | Coppe nazionali | Coppe continentali | Coppe continentali | Coppe continentali | Altre coppe | Altre coppe | Altre coppe | Totale | Totale |
| Stagione         | Squadra          | Comp             | Pres       | Reti       | Comp            | Pres            | Reti            | Comp               | Pres               | Reti               | Comp        | Pres        | Reti        | Pres   | Reti   |
| ---------------- | ---------------- | ---------------- | ---------- | ---------- | --------------- | --------------- | --------------- | ------------------ | ------------------ | ------------------ | ----------- | ----------- | ----------- | ------ | ------ |
| 1922-1923        | Fortitudo        | PD               | ?          | ?          | -               | -               | -               | -                  | -                  | -                  | -           | -           | -           | ?      | ?      |
| 1923-1924        | Fortitudo        | PD               | ?          | ?          | -               | -               | -               | -                  | -                  | -                  | -           | -           | -           | ?      | ?      |
| 1924-1925        | Fortitudo        | PD               | ?          | ?          | -               | -               | -               | -                  | -                  | -                  | -           | -           | -           | ?      | ?      |
| 1925-1926        | Fortitudo        | PD               | ?          | ?          | -               | -               | -               | -                  | -                  | -                  | -           | -           | -           | ?      | ?      |
| 1926-1927        | Fortitudo        | DN               | ?          | ?          | -               | -               | -               | -                  | -                  | -                  | -           | -           | -           | ?      | ?      |
| Totale Fortitudo | Totale Fortitudo | Totale Fortitudo | 40         | 13         |                 | -               | -               |                    | -                  | -                  |             | -           | -           | 40     | 13     |
| 1927-1928        | Roma             | DN               | 0          | 0          | CC              | 4               | 1               | -                  | -                  | -                  | -           | -           | -           | 4      | 1      |
| 1928-1929        | Ascoli           | CM               | ?          | ?          | -               | -               | -               | -                  | -                  | -                  | -           | -           | -           | ?      | ?      |
| 1929-1930        | Foligno          | PD               | ?          | ?          | -               | -               | -               | -                  | -                  | -                  | -           | -           | -           | ?      | ?      |
| 19??-1934        | Viterbese        | PD               | ?          | ?          | -               | -               | -               | -                  | -                  | -                  | -           | -           | -           | ?      | ?      |
| Totale carriera  | Totale carriera  | Totale carriera  | 40+        | 13+        |                 | 4               | 1               |                    | -                  | -                  |             | -           | -           | 44+    | 14+    |

## Palmarès

### Giocatori

#### Club
- Coppa CONI: 1

Roma: 1928